# Левитский, Степан Михайлович
Степа́н Миха́йлович Леви́тский (13 апреля 1876, Задонск — 21 марта 1924, Нижне-Туринск) — российский и советский шахматист. Горный инженер.

## Биография
В середине 1890-х годов успешно выступал в турнирах московского шахматного кружка. Участник Всероссийских турниров: 1-го (1899) — 3-е; 3-го (1903) — 7—8-е; 4-го (1905 / 1906) — 11-е; Всероссийского турнира любителей (1911) — 1-е (удостоен звания мастера); Всероссийского турнира мастеров (1912, Вильно) — 3-е; Всероссийского турнира мастеров (1913 / 1914, Петербург) — 13-е места. Матч с А. А. Алехиным (1913) — 3 : 7. В международном турнире 1912, Бреслау (18-й конгресс Германского шахматного союза) — 13—14-е место.
Оригинальная творческая игра Левитского позволила М. И. Чигорину назвать его «шахматной надеждой России».
Левитский не уделял внимания теории дебютов, но практически разработал систему в дебюте ферзевых пешек, которая носит его имя.